# San Luis Potosí Challenger 1989
Il San Luis Potosí Challenger 1989 è stato un torneo di tennis facente parte della categoria ATP Challenger Series nell'ambito dell'ATP Challenger Series 1989. Il torneo si è giocato a San Luis Potosí in Messico dal 20 al 26 marzo 1989 su campi in terra rossa.

## Vincitori

### Singolare
Jorge Lozano ha battuto in finale  Peter Doohan con il punteggio di 6–4, 6–4.

### Doppio
Luis Herrera /  Javier Ordaz hanno battuto in finale  Mark Knowles /  Brian Page con il punteggio di 6–4, 6–7, 6–3.